# Elección de contingencia

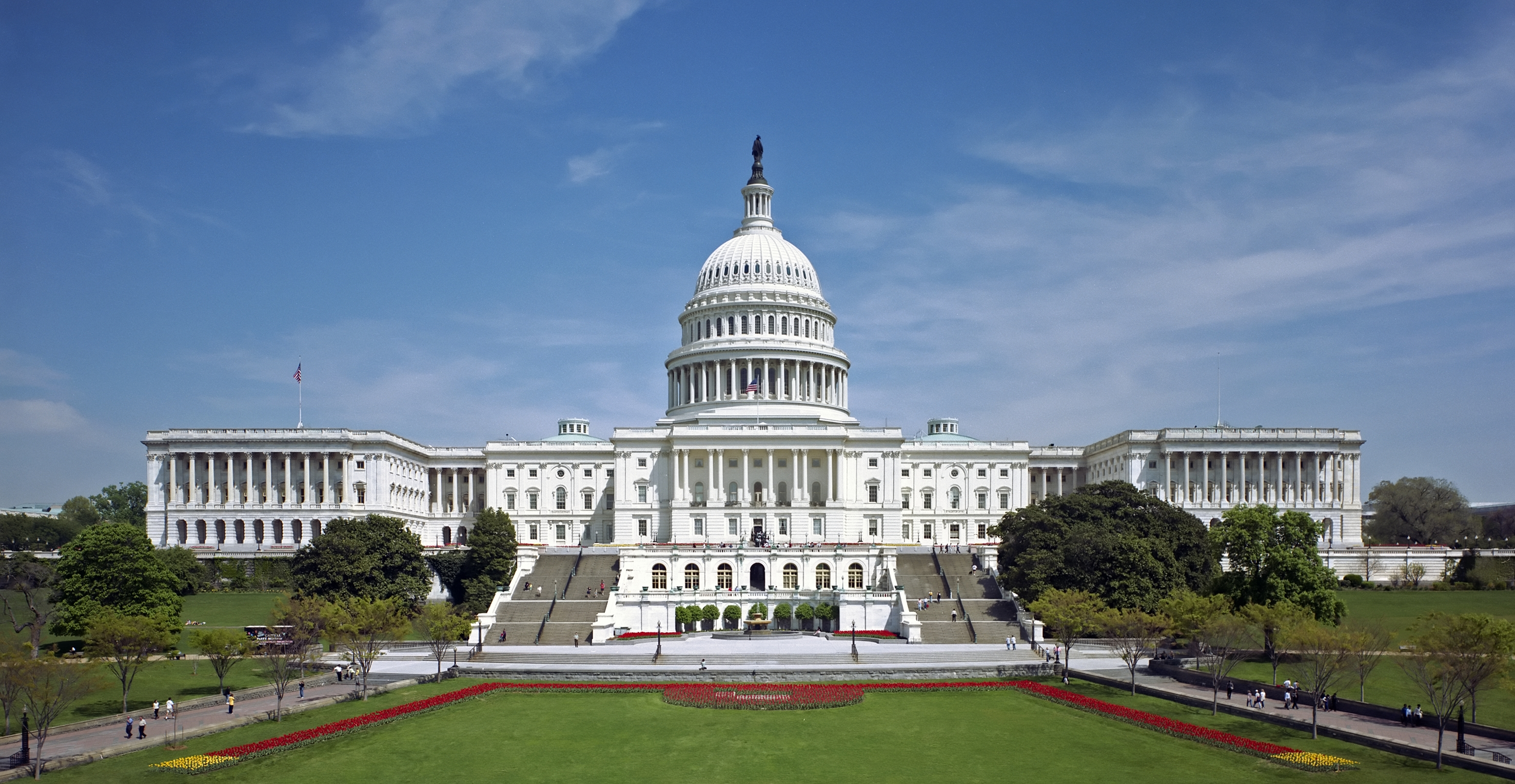
Capitolio de los Estados Unidos, sede de las dos cámaras del congreso estadounidense.

En los Estados Unidos, una elección contingente hace referencia al procedimiento utilizado para elegir al presidente o vicepresidente del país en el caso de que ningún candidato para uno o ambos cargos obtenga la mayoría absoluta de votos en el colegio electoral. Las elecciones contingentes presidenciales se deciden por votación de la Cámara de Representantes de los Estados Unidos, mientras que las elecciones contingentes vicepresidenciales se deciden por votación en el Senado. Durante una elección de contingencia, la delegación de la Cámara de Representantes de cada estado emite un voto en bloque para determinar al presidente, en lugar de un voto por cada representante. Los senadores, por otro lado, votan de manera individual al vicepresidente.
El proceso de elección contingente se estableció por primera vez en el Artículo II, Sección 1, Cláusula 3 de la Constitución. Posteriormente fue modificado por la Duodécima Enmienda en el año 1804. Bajo el formato revisado, la Cámara elige uno de los tres candidatos que hayan recibido la mayor cantidad de votos electorales, mientras que el Senado elige uno de los dos candidatos que recibieron la mayor cantidad de votos electorales. El formato de "elección contingente" o "elección de contingencia" no se encuentra en el texto de la Constitución en sí, pero se ha utilizado para describir este procedimiento desde al menos 1823.
Este proceso solo ha tenido lugar tres veces en la historia de Estados Unidos: en 1801, 1825 y 1837. En 1800, Thomas Jefferson y Aaron Burr, los candidatos presidenciales y vicepresidenciales en la fórmula del Partido Demócrata-Republicano, recibieron el mismo número de votos electorales. Según los procedimientos vigentes en ese momento, esto requirió una elección contingente el año siguiente para decidir quién sería presidente y quién el vicepresidente. En 1824, el colegio electoral se dividió entre cuatro candidatos, y Andrew Jackson perdió la elección contingente posterior ante John Quincy Adams, pese a haber ganado el voto popular en los comicios. En 1836, los electores infieles de Virginia se negaron a votar por el candidato a vicepresidente de Martin Van Buren, Richard M. Johnson, negándole la mayoría de los votos electorales y obligando al Senado a elegirlo en una elección contingente.
Las tres elecciones de contingencia del siglo XIX fueron realizadas por el Congreso saliente, ya que, en ese momento, los mandatos del Congreso terminaban o comenzaban el mismo día que los mandatos presidenciales. En 1933, la Vigésima Enmienda estipuló que el período del congreso entrante debería comenzar antes que el del presidente entrante, y que debería ser el congreso entrante el que elegiría al presidente en cualquier elección contingente futura.

## El colegio electoral
El presidente de los Estados Unidos es elegido por una asamblea formada por 538 electores. Esta cifra es igual a la suma de 100 senadores + 435 congresistas + 3 delegados de Washington D. C., que no tiene senadores pero sí delegados. Cada estado contribuye con un bloque de estos delegados o compromisarios, cuyo número es igual a la suma de sus representantes más sus senadores o delegados.
En las papeletas, cada candidato a presidente lleva adjunto el nombre de su vicepresidente y el partido político al que pertenece. Pero estos votos no eligen de momento al presidente, sino que eligen en bloque a los compromisarios de esta opción política que irán después al colegio electoral. Como hay 538 compromisarios en total, un candidato necesita al menos 270 para ser elegido. Lo que se traduce en la mitad de esos 538 o sea 269 + 1 = 270 compromisarios para ser elegido presidente de los Estados Unidos.

## Procedimiento de votación
Cuando un ciudadano vota por su candidato a presidente, esta persona está votando realmente para instruir al elector de su estado hacia dónde debe ser dirigido su voto en el colegio electoral. Por ejemplo, si un ciudadano deposita su papeleta por el candidato del Partido Republicano, realmente esta persona está ordenando al "elector" de su estado para que vote por ese candidato en la reunión de electores en el colegio electoral, lo mismo en el caso del Partido Demócrata. O lo que es lo mismo, quien gane el voto popular en un determinado estado, conseguirá el respaldo de "los electores" y, por tanto, los votos estatales a ese candidato y su partido.
De darse el caso de que ninguno de los candidatos obtenga más de 269 votos electorales, la Duodécima Enmienda a la Constitución entra a regir y el Congreso decide quien será el nuevo presidente. La combinación de congresistas de cada estado tiene derecho a un voto por estado y una mayoría simple de estados da un ganador.

## Casos de elección de contingencia

### Elecciones presidenciales de 1800
La elección presidencial de 1800 enfrentó la fórmula Demócrata-Republicano formada por Thomas Jefferson y Aaron Burr contra el Partido Federalista de John Adams y Charles Cotesworth Pinckney. Según la joven Constitución de aquel entonces, antes de la aprobación de la Duodécima Enmienda, cada elector emitía dos votos, sin distinción entre los votos para presidente y vicepresidente, y la persona que recibía la mayoría de los votos era elegida presidente y la persona que le seguía siendo el segundo más votado era elegido vicepresidente. Cada partido formó un plan en el que uno de sus respectivos electores votaría por un tercer candidato o se abstendría para que su candidato presidencial preferido (Adams para los federalistas y Jefferson para los demócratas-republicanos) ganara un voto más que el otro candidato del partido. Sin embargo, los demócratas republicanos no ejecutaron el plan, lo que resultó en un empate entre Jefferson y Burr con 73 votos electorales cada uno, y un tercer puesto para Adams con 65 votos.
La Constitución también ordenó que, "si hay más de uno que tiene tal mayoría, y tiene el mismo número de votos, entonces la Cámara de Representantes elegirá inmediatamente un voto a uno de ellos para ser presidente". Por lo tanto, Jefferson y Burr fueron admitidos como candidatos en las elecciones a la Cámara. Aunque la elección del Congreso de 1800 entregó el control mayoritario de la Cámara de Representantes a los demócratas-republicanos, la elección presidencial sería decidida por la cámara saliente, que tenía una mayoría federalista.
Aun así, según la Constitución, en las elecciones contingentes los votos para el presidente son tomados por los estados, teniendo la representación de cada estado un voto; en consecuencia, en 1801, ninguno de los partidos tenía mayoría, ya que algunos estados tenían delegaciones divididas. Llegado a un punto muerto, los representantes demócratas-republicanos, que en general favorecían a Jefferson como presidente, contemplaron dos posibles resultados desagradables: o los federalistas lograron diseñar una victoria para Burr, o se negaban a romper la situación de pausa. Seguida esa segunda vía, dejaba a John Marshall, federalista y secretario del Estado John Marshall, como presidente en funciones hasta la posterior investidura presidencial.
En el transcurso de siete días, del 11 al 17 de febrero, la Cámara emitió un total de 35 votos, y Jefferson recibió los votos de ocho delegaciones estatales cada vez, uno menos de la mayoría necesaria de nueve. El 17 de febrero, en la trigésimo sexta votación, Jefferson fue elegido después de que varios representantes federalistas emitieran votos en blanco, lo que provocó que los votos de Maryland y Vermont cambiaran de no ser seleccionados a Jefferson, lo que le otorgó los votos de 10 estados y la presidencia. Esta situación fue el impulso para la aprobación de la Duodécima Enmienda, que preveía elecciones separadas para presidente y vicepresidente en el colegio electoral desde entonces.

### Elecciones presidenciales de 1824
Las elecciones de 1824 contó con cuatro candidatos que ganarían votos electorales: Andrew Jackson, John Quincy Adams, William H. Crawford y Henry Clay. Si bien Jackson recibió más votos electorales y populares que cualquier otro candidato, no recibió la mayoría de 131 votos electorales necesarios para ganar la elección, lo que llevó a una elección contingente en la Cámara de Representantes.
Siguiendo las disposiciones de la Duodécima Enmienda, solo los tres primeros candidatos en la votación electoral (Jackson, Adams y Crawford) fueron admitidos como candidatos en la Cámara: Clay, el presidente de la Cámara en ese momento, fue eliminado. Clay posteriormente dio su apoyo a Adams, quien fue elegido presidente el 9 de febrero de 1825, en la primera votación con 13 estados, seguido de Jackson con siete y Crawford con cuatro.
La victoria de Adams sorprendió a Jackson, quien, como ganador de una pluralidad de votos tanto populares como electorales, esperaba ser elegido presidente. Al nombrar a Clay su secretario de Estado, el presidente Adams lo dejaba como "heredero" de la Presidencia, ya que Adams y sus tres predecesores habían servido como secretario de Estado. Jackson y sus seguidores acusaron a Adams y Clay de llegar a un "trato corrupto", en el que los afines a Jackson harían campaña durante toda la legislatura, logrando finalmente la victoria de Jackson en la revancha Adams-Jackson en 1828.

### Elecciones vicepresidenciales de 1836
En las elecciones presidenciales de 1836, el candidato presidencial demócrata Martin Van Buren y su compañero de fórmula Richard Mentor Johnson ganaron el voto popular en suficientes estados, permitiendo recibir la mayoría del Colegio Electoral. Sin embargo, los 23 electores de Virginia se convirtieron en bloque en los llamados electores infieles y se negaron a votar por Johnson, dejándolo a un voto menos de la mayoría de 148 votos requerida para elegirlo. Bajo la Duodécima Enmienda, una elección contingente en el Senado tuvo que decidir entre Johnson y el candidato de los Whig Francis Granger. Johnson fue elegido en una única votación por 33 a 16.

## Propuesta de enmienda
Algunos miembros del Congreso llegaron a proponer enmiendas constitucionales para evitar el proceso de elección contingente. Algunas de las propuestas presentadas llegaron a pedir la abolición de los colegios electorales, procediéndose a un proceso de elección contingente a favor de la elección directa del presidente, convirtiéndose en presidente el candidato que reciba una pluralidad o mayoría del voto popular. Otras propuestas han buscado alterar el proceso de elección contingente para presidente para que cada miembro de la Cámara, en lugar de cada delegación estatal, tenga un voto.